# Zvizdan
Zvizdan (Engels: The High Sun) is een Kroatische film uit 2015, geschreven en geregisseerd door Dalibor Matanić. De film ging in première op 17 mei op het Filmfestival van Cannes in de sectie Un certain regard.

## Verhaal
De film volgt drie liefdesverhalen die zich afspelen in twee naburige dorpen in de Balkan gedurende een periode van drie decennia. De twee dorpen hebben een lange geschiedenis van etnische conflicten en haat. Het is een verhaal over de gevaren maar ook de kracht van een verboden liefde.

## Rolverdeling
| Acteur          | Personage                  |
| --------------- | -------------------------- |
| Tihana Lazović  | Jelena / Nataša / Marija   |
| Goran Marković  | Ivan / Ante / Luka         |
| Nives Ivanković | Jelena's / Nataša's moeder |
| Dado Ćosić      | Saša                       |
| Stipe Radoja    | Božo / Ivno                |
| Trpimir Jurkić  | Ivan's / Luka's vader      |
| Mira Banjac     | Ivan's grootmoeder         |

## Prijzen en nominaties
| jaar | prijs                     | categorie                                               | genomineerde(n)                         | uitslag  |
| ---- | ------------------------- | ------------------------------------------------------- | --------------------------------------- | -------- |
| 2015 | Filmfestival van Cannes   | Prijs van de jury Un certain regard                     | Prijs van de jury Un certain regard     | Gewonnen |
| 2015 | Pula Film Festival        | Golden Arena voor beste actrice                         | Tihana Lazović                          | Gewonnen |
| 2015 | Pula Film Festival        | Golden Arena voor beste mannelijke bijrol               | Dado Ćosić                              | Gewonnen |
| 2015 | Pula Film Festival        | Golden Arena voor beste vrouwelijke bijrol              | Nives Ivanković                         | Gewonnen |
| 2015 | Pula Film Festival        | Golden Arena voor beste kostuums                        | Ana Savić Gecan                         | Gewonnen |
| 2015 | Pula Film Festival        | Golden Arena voor beste regie                           | Dalibor Matanić                         | Gewonnen |
| 2015 | Pula Film Festival        | Beste festivalfilm (Grand Golden Arena)                 | Beste festivalfilm (Grand Golden Arena) | Gewonnen |
| 2015 | Pula Film Festival        | Croatian Society of Film Critics Award (Octavian Award) | Dalibor Matanić                         | Gewonnen |
| 2015 | Filmfestival van Sarajevo | C.I.C.A.E. Award                                        | Dalibor Matanić                         | Gewonnen |

## Productie
De film ontving de "Prijs van de jury" in Cannes in de sectie Un certain regard en werd geselecteerd als Kroatische inzending voor de beste niet-Engelstalige film voor de 88ste Oscaruitreiking.